# Cerdikovci
Cerdikovci, též rod Wessexský, byla dynastie, která vládla anglosaskému království na jihozápadě Anglie nazývanému Wessex. Rod měl být u moci od 6. století (zakladatelem měl být Cerdic) až do sjednocení anglických království. Pro rané období je termín Wessex ahistorický; ve skutečnosti byli Cerdikovci původně králi saského kmenového uskupení Gewisů s titulem GEVVISSÆ CYNING, latinsky REX GEVVISSÆ, ze kterého se království Wessex až vyvinulo. Titul král Wessexu (VVESTSEAXNA CYNING, latinsky REX SAXONVM OCCIDENTALIVM) je poprvé doložen až ze druhé vlády krále Cenwalha (648–674). Data, osobní vazby a události z období raných králů Wessexu až po krále Ecgberhta jsou nejisté a mnohdy předmětem diskuzí mezi historiky. Nicméně Ecgberhtem počíná nezpochybněná nepřerušená pokrevní linie anglických/britských králů/královen až po současnou Windsorskou dynastii s jejím zatím posledním panovníkem, králem Karlem III.
Zástupci rodu se postupně v době od panování krále Alfréda Velikého, tedy roku 871, do vlády Edmunda II. (1016) stali vládci celé Anglie. Toto období historie britských ostrovů se nazývá anglosaské, ačkoliv vláda anglosaských králů byla často narušována dánskými panovníky z oblasti Danelaw. Sven Vidlí vous pro sebe zabral v letech 1013 a 1014 anglický trůn. Sven a jeho pokračovatelé vládli Anglii do roku 1042. Mezi lety 1042 a 1066 nastala znovu doba vlády anglosaských králů. Posledním králem z rodu Wessexů byl Eduard III. Vyznavač.
V bitvě u Hastingsu v roce 1066 se rozhodlo o tom, že králi Anglie budou nadále Vilém I. Dobyvatel a jeho potomci. Anglosaský pokus o návrat k domácímu panovníkovi (Edgar Ætheling) byl neúspěšný. Edgarova neteř Matylda Skotská se provdala za Vilémova syna Jindřicha I., čímž došlo ke spojení obou rodů.